# فریدا ۷۲۲

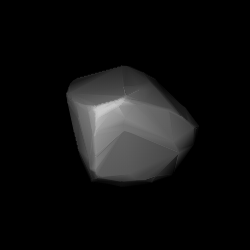
مدل سه‌بُعدی سیارک فریدا ۷۲۲ بر طبق منحنی نور آن

سیارک ۷۲۲ (به انگلیسی: 722 Frieda، نامگذاری:1911NA) هفتصد و بیست و دومین سیارک کشف شده‌است که در ۱۸ اکتبر ۱۹۱۱ و در وین کشف شد.
قدر مطلق سیارک برابر ۱۲٫۱۰ است.